# 제4차 아베 신조 내각
제4차 아베 신조 내각(일본어: 第4次安倍晋三内閣)은 중의원 의원, 자유민주당 총재 아베 신조가 제98대 내각총리대신으로 임명되어, 2017년 11월 1일부터 2018년 10월 2일까지 존재한 일본의 내각이다.
자유민주당과 공명당의 연립 내각이다.

## 개요
2017년 10월에 열린 제48회 중의원 의원 총선거에서 자유민주당은 284석, 공명당은 29석을 차지하는 연립 여당에서 중의원 3분 2 의석을 유지했다. 그 결과, 아베가 수상직을 계속 맡기로 결정됐다. 제4차 내각의 출범은 요시다 시게루에 의한 제4차 요시다 내각(1952년) 이후 65년 만에 일본국 헌법이 시행된 이후 두 번째이다. 같은 해 8월에 출범한 제3차 아베 신조 제3차 개조내각에서 3개월 밖에 지나지 않았으며 10월에 치른 총선거에서도 낙선자가 없었기 때문에 전임 내각의 각료 전원이 유임됐다.
부대신·정무관·내각관방부장관·내각법제국 장관·내각총리대신 보좌관 등도 모두 유임됐다(에사키 데쓰마 오키나와 및 북방 대책 담당상은 이듬해 2018년 2월 27일에 사퇴). 단, 담당 사무의 변경은 있었는데 전임 내각에서는 마쓰야마 마사지(1억 총활약 담당 대신)가 겸임으로 있던 남녀 공동 참가 담당 사무는 노다 세이코(총무대신)가 겸임하게 됐다.

## 국회 총리 지명 선거
| 중의원 내각총리대신 지명 선거 재적 465명 중 과반수인 233명 득표 필요 | 중의원 내각총리대신 지명 선거 재적 465명 중 과반수인 233명 득표 필요 | 중의원 내각총리대신 지명 선거 재적 465명 중 과반수인 233명 득표 필요 | 중의원 내각총리대신 지명 선거 재적 465명 중 과반수인 233명 득표 필요 |
| 내각총리대신 후보                                                    | 내각총리대신 후보                                                    | 득표수                                                               | 득표수                                                               |
| 내각총리대신 후보                                                    | 내각총리대신 후보                                                    | 정당별                                                               | 총계                                                                 |
| -------------------------------------------------------------------- | -------------------------------------------------------------------- | -------------------------------------------------------------------- | -------------------------------------------------------------------- |
|                                                                      | 아베 신조                                                            | 자유민주당(282), 공명당(29), 의장(1)                                 | 312 / 465                                                            |
|                                                                      | 에다노 유키오                                                        | 입헌민주당(55), 자유당(2), 사회민주당(2), 부의장(1)                  | 60 / 465                                                             |
|                                                                      | 와타나베 슈                                                          | 희망의 당(51)                                                        | 51 / 465                                                             |
|                                                                      | 오쓰카 고헤이                                                        | 무소속 (민진당 출신)(16)                                             | 16 / 465                                                             |
|                                                                      | 시이 가즈오                                                          | 일본공산당(12)                                                       | 12 / 465                                                             |
|                                                                      | 가타야마 도라노스케                                                  | 일본유신회(11)                                                       | 11 / 465                                                             |
|                                                                      | 마에하라 세이지                                                      | 무소속(1)                                                            | 1 / 465                                                              |
|                                                                      | 와시오 에이이치로                                                    | 무소속(1)                                                            | 1 / 465                                                              |
|                                                                      | 무효                                                                 | 자유민주당(1)                                                        | 1 / 465                                                              |
| 출처: 195th Diet Session (House of Representatives)                  |                                                                      |                                                                      |                                                                      |

| 참의원 내각총리대신 지명 선거 재적 242명 중 과반수인 122명 득표 필요 | 참의원 내각총리대신 지명 선거 재적 242명 중 과반수인 122명 득표 필요 | 참의원 내각총리대신 지명 선거 재적 242명 중 과반수인 122명 득표 필요                | 참의원 내각총리대신 지명 선거 재적 242명 중 과반수인 122명 득표 필요 |
| 내각총리대신 후보                                                    | 내각총리대신 후보                                                    | 득표수                                                                              | 득표수                                                               |
| 내각총리대신 후보                                                    | 내각총리대신 후보                                                    | 정당별                                                                              | 총계                                                                 |
| -------------------------------------------------------------------- | -------------------------------------------------------------------- | ----------------------------------------------------------------------------------- | -------------------------------------------------------------------- |
|                                                                      | 아베 신조                                                            | 자유민주당·일본의 마음을 소중히 하는 당(124), 공명당(24), 무소속 클럽(2), 무소속(1) | 151 / 242                                                            |
|                                                                      | 오쓰카 고헤이                                                        | 민진당(47), 부의장(1)                                                               | 48 / 242                                                             |
|                                                                      | 시이 가즈오                                                          | 일본공산당(14)                                                                      | 14 / 242                                                             |
|                                                                      | 가타야마 도라노스케                                                  | 일본유신회(11)                                                                      | 11 / 242                                                             |
|                                                                      | 에다노 유키오                                                        | 자유당·사회민주당(6), 오키나와 회오리바람(2), 입헌민주당(1)                         | 9 / 242                                                              |
|                                                                      | 와타나베 슈                                                          | 희망의 당(3)                                                                        | 3 / 242                                                              |
|                                                                      | 후지스에 겐조                                                        | 국민의 목소리(2)                                                                    | 2 / 242                                                              |
|                                                                      | 기권                                                                 | 무소속(1)                                                                           | 1 / 242                                                              |
|                                                                      | 미투표                                                               | 의장(1), 자유민주당-일본의 마음을 소중히 하는 당(1), 공명당(1)                      | 3 / 242                                                              |
| 출처: 195th Diet Session (House of Councillors)                      |                                                                      |                                                                                     |                                                                      |

## 국무대신
| 직책 | 성명              | 성명 | 소속                         | 특명 담당 사항                                                                                            | 비고                         |
| --- | ----------------- | ---- | ---------------------------- | --- | ---------------------------- |
| 내각총리대신 | 아베 신조         |      | 중의원 자유민주당 (호소다파) | | 자유민주당 총재              |
| 재무대신 내각부 특명담당대신 (금융 담당)                                                                                | 아소 다로         |      | 중의원 자유민주당 (아소파)   | 디플레이션 탈출 담당 내각총리대신 임시 대리 취임 순위 제1위(부총리)                                       | 유임                         |
| 총무대신 내각부 특명담당대신 (남녀 공동 참가 담당) (마이넘버 제도 담당)                                                 | 노다 세이코       |      | 중의원 자유민주당 (무파벌)   | 여성 활약 담당 내각총리대신 임시 대리 취임 순위 제4위                                                     | 유임                         |
| 법무대신 | 가미카와 요코     |      | 중의원 자유민주당 (기시다파) | | 유임                         |
| 외무대신 | 고노 다로         |      | 중의원 자유민주당 (아소파)   | | 유임                         |
| 문부과학대신 | 하야시 요시마사   |      | 참의원 자유민주당 (기시다파) | 교육 재생 담당 내각총리대신 임시 대리 취임 순위 제5위                                                     | 유임                         |
| 후생노동대신 내각부 특명담당대신 (납치 문제 담당)                                                                       | 가토 가쓰노부     |      | 중의원 자유민주당 (누카가파) | 일하는 방식 개혁 담당 납치 문제 담당                                                                      | 유임                         |
| 농림수산대신 | 사이토 겐         |      | 중의원 자유민주당 (이시바파) | | 유임                         |
| 경제산업대신 내각부 특명담당대신 (원자력 손해배상· 폐로 등 지원 기구 담당)                                              | 세코 히로시게     |      | 참의원 자유민주당 (호소다파) | 산업 경쟁력 담당 러시아 경제 분야 협력 담당 원자력 경제 피해 담당                                         | 유임                         |
| 국토교통대신 | 이시이 게이이치   |      | 중의원 공명당                | 물순환 정책 담당                                                                                          | 유임                         |
| 환경대신 내각부 특명담당대신 (원자력 방재 담당)                                                                         | 나카가와 마사하루 |      | 참의원 자유민주당 (호소다파) | | 유임                         |
| 방위대신 | 오노데라 이쓰노리 |      | 중의원 자유민주당 (기시다파) | | 유임                         |
| 내각관방장관 | 스가 요시히데     |      | 중의원 자유민주당 (무파벌)   | 오키나와 기지 부담 경감 담당 내각총리대신 임시 대리 취임 순위 제2위                                       | 유임                         |
| 부흥대신 | 요시노 마사요시   |      | 중의원 자유민주당 (호소다파) | 후쿠시마 원자력 발전 사고 재생 총괄 담당                                                                  | 유임                         |
| 국가공안위원회 위원장 내각부 특명담당대신 (방재 담당)                                                                   | 오코노기 하치로   |      | 중의원 자유민주당 (무파벌)   | 국토강인화 담당                                                                                           | 유임                         |
| 내각부 특명담당대신 (오키나와 및 북방 대책 담당) (소비자 및 식품 안전 담당) (해양 정책 담당)                            | 에사키 데쓰마     |      | 중의원 자유민주당 (니카이파) | 영토 문제 담당                                                                                            | 유임 2018년 2월 27일 사임    |
| 내각부 특명담당대신 (오키나와 및 북방 대책 담당) (소비자 및 식품 안전 담당) (해양 정책 담당)                            | 후쿠이 데루       |      | 중의원 자유민주당 (니카이파) | 영토 문제 담당                                                                                            | 첫 입각 2018년 2월 27일 취임 |
| 내각부 특명담당대신 (저출산 대책 담당) (쿨 재팬 전략 담당) (지적 재산 전략 담당) (과학 기술 정책 담당) (우주 정책 담당) | 마쓰야마 마사지   |      | 참의원 자유민주당 (기시다파) | 1억 총활약 담당 정보통신기술(IT) 정책 담당                                                                | 유임                         |
| 내각부 특명담당대신 (경제 재정 정책 담당)                                                                               | 모테기 도시미쓰   |      | 중의원 자유민주당 (누카가파) | 경제 재생 담당 사람 만들기 혁명 담당 사회 보장·세금 일체 개혁 담당 내각총리대신 임시 대리 취임 순위 제3위 | 유임                         |
| 내각부 특명담당대신 (지방 창생 담당) (규제 개혁 담당)                                                                   | 가지야마 히로시   |      | 중의원 자유민주당 (무파벌)   | 마을·사람·일 창생 담당 행정개혁 담당 국가 공무원 제도 담당                                                | 유임                         |
| 국무대신 | 스즈키 슌이치     |      | 중의원 자유민주당 (아소파)   | 도쿄 올림픽·패럴림픽 경기 대회 담당                                                                       | 유임                         |

## 내각관방부장관·내각법제국 장관
| 직책            | 성명              | 주요 경력                     | 비고 |
| --------------- | ----------------- | ----------------------------- | ---- |
| 내각관방부장관  | 니시무라 야스토시 | 중의원 / 자유민주당(호소다파) | 유임 |
| 내각관방부장관  | 노가미 고타로     | 참의원 / 자유민주당(호소다파) | 유임 |
| 내각관방부장관  | 스기타 가즈히로   | 내각인사국장                  | 유임 |
| 내각법제국 장관 | 요코바타케 유스케 | 전 내각법제차장               | 유임 |

## 부대신
- 2017년 11월 2일 임명

| 직책            | 성명              | 소속                            | 비고                                         |
| --------------- | ----------------- | ------------------------------- | -------------------------------------------- |
| 부흥 부대신     | 도이 도루         | 중의원 / 자유민주당(호소다파)   | 유임                                         |
| 부흥 부대신     | 하마다 마사요시   | 참의원 / 공명당                 | 유임                                         |
| 부흥 부대신     | 아키모토 쓰카사   | 중의원 / 자유민주당(니카이파)   | 내각부 부대신 겸임 국토교통 부대신 겸임 유임 |
| 내각부 부대신   | 오치 다카오       | 중의원 / 자유민주당(호소다파)   | 유임                                         |
| 내각부 부대신   | 아카마 지로       | 중의원 / 자유민주당(아소파)     | 유임                                         |
| 내각부 부대신   | 마쓰모토 후미아키 | 중의원 / 자유민주당(호소다파)   | 유임 2018년 1월 26일 사임                    |
| 내각부 부대신   | 다나카 료세이     | 중의원 / 자유민주당(무파벌)     | 2018년 1월 29일 취임                         |
| 내각부 부대신   | 사카이 마나부     | 중의원 / 자유민주당(무파벌)     | 총무 부대신 겸임 유임                        |
| 내각부 부대신   | 하나시 야스히로   | 중의원 / 자유민주당(기시다파)   | 법무 부대신 겸임 유임                        |
| 내각부 부대신   | 미즈오치 도시에이 | 참의원 / 자유민주당(기시다파)   | 문부과학 부대신 겸임 유임                    |
| 내각부 부대신   | 무토 요지         | 중의원 / 자유민주당(아소파)     | 경제산업 부대신 겸임 유임                    |
| 내각부 부대신   | 아키모토 쓰카사   | 아키모토 쓰카사                 | 부흥 부대신 겸임 국토교통 부대신 겸임 유임   |
| 내각부 부대신   | 이토 다다히코     | 중의원 / 자유민주당(니카이파)   | 환경 부대신 겸임 유임                        |
| 내각부 부대신   | 야마모토 도모히로 | 중의원 / 자유민주당(니카이파)   | 방위 부대신 겸임 유임                        |
| 총무 부대신     | 오쿠노 신스케     | 중의원 / 자유민주당(호소다파)   | 유임                                         |
| 총무 부대신     | 사카이 마나부     | 사카이 마나부                   | 내각부 부대신 겸임 유임                      |
| 법무 부대신     | 하나시 야스히로   | 하나시 야스히로                 | 내각부 부대신 겸임 유임                      |
| 외무 부대신     | 나카네 가즈유키   | 중의원 / 자유민주당(호소다파)   | 유임                                         |
| 외무 부대신     | 사토 마사히사     | 참의원 / 자유민주당(누카가파)   | 유임                                         |
| 재무 부대신     | 우에노 겐이치로   | 중의원 / 자유민주당(이시하라파) | 유임                                         |
| 재무 부대신     | 기하라 미노루     | 중의원 / 자유민주당(누카가파)   | 유임                                         |
| 문부과학 부대신 | 니와 히데키       | 중의원 / 자유민주당(아소파)     | 유임                                         |
| 문부과학 부대신 | 미즈오치 도시에이 | 미즈오치 도시에이               | 내각부 부대신 겸임 유임                      |
| 후생노동 부대신 | 다카기 미치요     | 중의원 / 공명당                 | 유임                                         |
| 후생노동 부대신 | 마키하라 히데키   | 중의원 / 자유민주당(다니가키파) | 유임                                         |
| 농림수산 부대신 | 이소자키 요스케   | 참의원 / 자유민주당(호소다파)   | 유임                                         |
| 농림수산 부대신 | 다니아이 마사아키 | 참의원 / 공명당                 | 유임                                         |
| 경제산업 부대신 | 니시메 고사부로   | 중의원 / 자유민주당(누카가파)   | 유임                                         |
| 경제산업 부대신 | 무토 요지         | 무토 요지                       | 내각부 부대신 겸임 유임                      |
| 국토교통 부대신 | 마키노 다카오     | 참의원 / 자유민주당(누카가파)   | 유임                                         |
| 국토교통 부대신 | 아키모토 쓰카사   | 아키모토 쓰카사                 | 부흥 부대신 겸임 내각부 부대신 겸임 유임     |
| 환경 부대신     | 도카시키 나오미   | 중의원 / 자유민주당(누카가파)   | 유임                                         |
| 환경 부대신     | 이토 다다히코     | 이토 다다히코                   | 내각부 부대신 겸임 유임                      |
| 방위 부대신     | 야마모토 도모히로 | 야마모토 도모히로               | 내각부 부대신 겸임 유임                      |

## 대신 정무관
- 2017년 11월 2일 임명

| 직책                | 성명              | 소속                          | 비고                                                 |
| ------------------- | ----------------- | ----------------------------- | ---------------------------------------------------- |
| 부흥대신 정무관     | 나가사카 야스마사 | 중의원 / 자유민주당(아소파)   | 내각부대신 정무관 겸임 유임                          |
| 부흥대신 정무관     | 니즈마 히데키     | 참의원 / 공명당               | 내각부대신 정무관 겸임 문부과학대신 정무관 겸임 유임 |
| 부흥대신 정무관     | 히라키 다이사쿠   | 참의원 / 공명당               | 내각부대신 정무관 겸임 경제산업대신 정무관 겸임 유임 |
| 내각부대신 정무관   | 무라이 히데키     | 중의원 / 자유민주당(기시다파) | 유임                                                 |
| 내각부대신 정무관   | 야마시타 유헤이   | 참의원 / 자유민주당(누카가파) | 유임                                                 |
| 내각부대신 정무관   | 나가사카 야스마사 | 나가사카 야스마사             | 부흥대신 정무관 겸임 유임                            |
| 내각부대신 정무관   | 고바야시 후미아키 | 중의원 / 자유민주당(기시다파) | 총무대신 정무관 겸임 유임                            |
| 내각부대신 정무관   | 야마시타 다카시   | 중의원 / 자유민주당(이시바파) | 법무대신 정무관 겸임 유임                            |
| 내각부대신 정무관   | 니즈마 히데키     | 니즈마 히데키                 | 부흥대신 정무관 겸임 문부과학대신 정무관 겸임 유임   |
| 내각부대신 정무관   | 히라키 다이사쿠   | 히라키 다이사쿠               | 부흥대신 정무관 겸임 경제산업대신 정무관 겸임 유임   |
| 내각부대신 정무관   | 야나 가즈오       | 중의원 / 자유민주당(호소다파) | 국토교통대신 정무관 겸임 유임                        |
| 내각부대신 정무관   | 다케베 아라타     | 중의원 / 자유민주당(니카이파) | 환경대신 정무관 겸임 유임                            |
| 내각부대신 정무관   | 후쿠다 다쓰오     | 중의원 / 자유민주당(호소다파) | 방위대신 정무관 겸임 유임                            |
| 총무대신 정무관     | 오구라 마사노부   | 중의원 / 자유민주당(니카이파) | 유임                                                 |
| 총무대신 정무관     | 야마다 슈지       | 참의원 / 자유민주당(호소다파) | 유임                                                 |
| 총무대신 정무관     | 고바야시 후미아키 | 고바야시 후미아키             | 내각부대신 정무관 겸임 유임                          |
| 법무대신 정무관     | 야마시타 다카시   | 야마시타 다카시               | 내각부대신 정무관 겸임 유임                          |
| 외무대신 정무관     | 오카모토 미쓰나리 | 중의원 / 공명당               | 유임                                                 |
| 외무대신 정무관     | 호리이 마나부     | 중의원 / 자유민주당(호소다파) | 유임                                                 |
| 외무대신 정무관     | 호리이 이와오     | 참의원 / 자유민주당(호소다파) | 유임                                                 |
| 재무대신 정무관     | 이마에다 소이치로 | 중의원 / 자유민주당(아소파)   | 유임                                                 |
| 재무대신 정무관     | 나가미네 마코토   | 참의원 / 자유민주당(호소다파) | 유임                                                 |
| 문부과학대신 정무관 | 미야가와 노리코   | 중의원 / 자유민주당(아소파)   | 유임                                                 |
| 문부과학대신 정무관 | 니즈마 히데키     | 니즈마 히데키                 | 부흥대신 정무관 겸임 내각부대신 정무관 겸임 유임     |
| 후생노동대신 정무관 | 다바타 히로아키   | 중의원 / 자유민주당(호소다파) | 유임                                                 |
| 후생노동대신 정무관 | 오누마 미즈호     | 참의원 / 자유민주당(기시다파) | 유임                                                 |
| 농림수산대신 정무관 | 노나카 아쓰시     | 중의원 / 자유민주당(누카가파) | 유임                                                 |
| 농림수산대신 정무관 | 고즈키 료스케     | 참의원 / 자유민주당(무파벌)   | 유임                                                 |
| 경제산업대신 정무관 | 오구시 마사키     | 중의원 / 자유민주당(무파벌)   | 유임                                                 |
| 경제산업대신 정무관 | 히라키 다이사쿠   | 히라키 다이사쿠               | 부흥대신 정무관 겸임 내각부대신 정무관 겸임 유임     |
| 국토교통대신 정무관 | 아키모토 마사토시 | 중의원 / 자유민주당(무파벌)   | 유임                                                 |
| 국토교통대신 정무관 | 다카하시 가쓰노리 | 참의원 / 자유민주당(아소파)   | 유임                                                 |
| 국토교통대신 정무관 | 야나 가즈오       | 야나 가즈오                   | 내각부대신 정무관 겸임 유임                          |
| 환경대신 정무관     | 사사가와 히로요시 | 중의원 / 자유민주당(누카가파) | 유임                                                 |
| 환경대신 정무관     | 다케베 아라타     | 다케베 아라타                 | 내각부대신 정무관 겸임 유임                          |
| 방위대신 정무관     | 오노 게이타로     | 중의원 / 자유민주당(무파벌)   | 유임                                                 |
| 방위대신 정무관     | 후쿠다 다쓰오     | 후쿠다 다쓰오                 | 내각부대신 정무관 겸임 유임                          |

## 내각총리대신 보좌관
| 직책 | 성명              | 소속                        | 비고 |
| --- | ----------------- | --------------------------- | ---- |
| 내각총리대신 보좌관 (국가 안전 보장에 관한 중요 정책 담당)                                                                            | 소노우라 겐타로   | 중의원 자유민주당(아소파)   | 유임 |
| 내각총리대신 보좌관 (고향 만들기 추진 및 농림수산물 수출 진흥 담당)                                                                   | 미야코시 미쓰히로 | 중의원 자유민주당(기시다파) | 유임 |
| 내각총리대신 보좌관 (교육 재생, 저출산, 기타 국정의 주요 과제 담당)                                                                   | 에토 세이이치     | 참의원 자유민주당(니카이파) | 유임 |
| 내각총리대신 보좌관 (국토강인화 및 부흥 등의 사회 자본 정비, 지방 창생, 건강·의료에 관한 성장 전략 및 과학 기술 이노베이션 정책 담당) | 이즈미 히로토     | 민간                        | 유임 |
| 내각총리대신 보좌관 (정책 기획 담당)                                                                                                  | 하세가와 에이이치 | 민간                        | 유임 |

## 세력 조견표
- 2018년 2월 현재
- 굵은 글씨는 자민당 5역
- 비 국회의원의 다니가키 사다카즈가 특별 고문을 맡은 유린카이에는 다른 계보와 겸임하던 의원이 복수명 소속.

| 명칭       | 세력 | 국무대신 | 관방 부장관 | 부대신 | 정무관 | 보좌관 | 그 외                                                      |
| ---------- | ---- | -------- | ----------- | ------ | ------ | ------ | ---------------------------------------------------------- |
| 호소다파   | 96   | 3        | 2           | 5      | 7      | 0      | 참의원 의장, 참의원 의원 회장, 간사장 대행, 선거대책위원장 |
| 아소파     | 60   | 3        | 0           | 3      | 4      | 1      | 중의원 의장, 부총재                                        |
| 무파벌     | 57   | 4        | 0           | 2      | 4      | 0      |                                                            |
| 누카가파   | 55   | 2        | 0           | 5      | 3      | 0      | 총무회장                                                   |
| 공명당     | 54   | 1        | 0           | 3      | 3      | 0      |                                                            |
| 기시다파   | 46   | 4        | 0           | 2      | 3      | 1      | 정무조사회장                                               |
| 니카이파   | 44   | 1        | 0           | 3      | 2      | 1      | 간사장                                                     |
| 다니가키단 | 24   | 0        | 0           | 1      | 2      | 0      |                                                            |
| 이시바파   | 20   | 1        | 0           | 0      | 1      | 0      |                                                            |
| 이시하라파 | 12   | 0        | 0           | 1      | 0      | 0      | 국회대책위원장                                             |
| 합계       | 461  | 19       | 2           | 25     | 29     | 3      |                                                            |

## 같이 보기
- 아베노믹스

### 주해
1. ↑  제2차 세계 대전 이전의 일본제국 헌법하에서는 1900년(메이지 33년)에 이토 히로부미가 메이지 천황의 칙명을 받아 제4차 내각을 조각한 사례가 있다.[1]
2. ↑  비 국회의원이다.

### 출전
1. 1 2  “【第4次安倍政権】新内閣が発足 安倍晋三首相、第98代首相に選出”. 《산케이 뉴스》. 산케이 신문. 2017년 11월 1일. 2017년 11월 1일에 확인함.
2. 1 2  “第4次安倍内閣が発足 全閣僚再任、「人づくり革命」で補正予算”. 《닛케이 전자판》. 니혼케이자이 신문. 2017년 11월 1일. 2017년 11월 1일에 확인함.
3. ↑  “男女共同参画、野田総務相が兼任”. 《닛케이 전자판》. 니혼케이자이 신문. 2017년 11월 1일. 2017년 11월 3일에 확인함.